# Club Natació Montjuïc
Club Natació Montjuïc je španjolski vaterpolski klub iz katalonskog grada Barcelone.
Ime je dobio po brdu u Barceloni.

## Klupski uspjesi
- prvak: 1971/72., 1975/76., 1976/77., 1977/78., 1978/79., 1983/84., 1984/85., 1985/86.

Bio se susreo i sa slavnom "POŠK"-ovom generacijom 1983/84. u četvrtzavršnici Kupa kupova, od koje je ispao, unatoč uzvratu u Barceloni.